# ПГ (художественная группа)
Группа «ПГ» — творческое объединение, образовалась в 2000 году. В неё входило и с ней сотрудничало множество художников, музыкантов и литераторов. В настоящий момент в группу входят Илья Фальковский, Алексей Каталкин и Борис Спиридонов. Объединение издавало журнал своего имени, участвовало во многих выставках, в том числе и в известных проектах «Соц-арт», «Россия 2», «Верю» и т. д. Работы группы включены в постоянную экспозицию Государственной Третьяковской Галереи. «ПГ» — лауреат «Премии Кандинского» 2008 года в номинации «Медиа-арт».
С момента своего создания в 2000 году группа распространяет шокирующие изображения. Используя технику персонажности, художники превращают себя в социальных маргиналов, о которых сообщается на страницах газет, — бандитов и хулиганов, чеченских экстремистов-исламистов, инсургентов и пр. Группа использует разнообразные медиа, конструируя собственное многомерное художественное пространство. Создавая себе имидж «плохих парней», художники рисуют образ сегодняшней России, отличительными чертами которой являются насилие, наркотики и секс. Работы группы выглядят протестными, ангажированными и радикальными. Поэтому они выполнены в жёсткой форме, отражающей полемику и противоречия модерна, далеко отстоящей от компромиссных, консенсусных форм постмодернистского искусства.
Группа «ПГ» использует разнообразные медиа (журналы, открытки, музыкальные альбомы, комиксы, перформансы) в целях протеста. Различные направления своей деятельности группа синтезировала в формате «мультимедийного комикса», в котором фотокадры и графика дополняются видеоизображением с музыкальным рядом.
Для разных проектов «ПГ» придумывает своему названию различные расшифровки, например, «Преступная группа», «Противотанковая граната», «Пожарный гидрант».
Рэп-проект группы назывался «Противотанковая граната» — альбом вышел на кассете маленьким тиражом (2000).
Также участники «ПГ» записали две «рэп-оперы» и комиксы к этим операм (2002).
Другой музыкальный проект — «Поп-группа Двери» (2006).
Издательский проект группы называется «Поп-графика». Под этим лейблом группой была выпущена книга «Дать пи...» (2004) .
Кроме собственно творческой деятельности — комиксов, стикеров, музыки и печатной продукции, группа «ПГ» продвигает африканскую и азиатскую культуру, продюсирует альбомы некоторых даб и рэггей групп, пропагандирует антифашизм и т. д.

## Персональные выставки
- 2009 год
  - Галерея Рабуан-Муссьон (Париж) — Экспозиция «Мы вышли из дома» (видеоскульптуры и постеры)
  - Галерея Жир (Москва, Винзавод)— Экспозиция «Это конец» (видеолайтбоксы, скульптура, объекты)
  - Арт-центр Сан-Совер (Лилль) — Экспозиция «Очищение» (видеолайтбоксы)
  - Галерея Жир (Москва, Артстрелка) — Инсталляция «Либертарные коммуны будущего» (печать на пластик, видео)
- 2008 год
  - Галерея Рефлекс (Москва, Артстрелка) — Постеры «Вне поля зрения»
  - Галерея Рабуан-Муссьон (Париж) — Экспозиция «Крах эпохи» (видеолайтбоксы и графика)
- 2007 год
  - Арт лаборатория Берлин (Берлин) — Постеры «Слава России!» и видеоработы
- 2006 год
  - Галерея Бродвей (Нью-Йорк) — Инсталляция «Муза» (печать на пластик, видеопроекция)
  - Галерея Рефлекс (Москва, Артстрелка) — Инсталляция «Братья» (печать на винил, видеопроекция)
- 2005 год
  - Галерея Ираги (Париж) — Инсталляция «Кавказтранс» (печать на винил, музыка и видеопроекция)
  - Галерея Рефлекс (Москва, Артстрелка) — Инсталляция «Бешеные клетки» (печать на винил, видеопроекция)
- 2003 год
  - Государственная Третьяковская галерея на Крымском Валу (зал 63, Москва) — Интерактивный комикс «Есть чо?» (печать на плёнку, живопись, видео)

## Групповые выставки
- 2014 год
  - «ПОСТ-ПОП: ВОСТОК ВСТРЕЧАЕТ ЗАПАД» (Лондон, галерея Саатчи) — Постеры, печать на металл
  - «ПУССИ РАЙОТ И КАЗАКИ» (Буден, Хавремагазинет Арт-центр ) — Постеры, видеолайтбоксы, интерактивная скульптура
- 2013 год
  - «АВАНТ-АРТ. ЖЕСТИКУЛЯЦИЯ» (Вроцлав, Музей современного искусства) — Видео
- 2012 год
  - «УКРАШЕНИЕ КРАСИВОГО» (Москва, Государственная Третьяковская галерея на Крымском валу) — Серия «Путешествие на Запад» (печать, рисование пальцем и ладонью)
  - «ТИШИНА - ЭТО СМЕРТЬ» (Москва, Артплей) — Видео
  - «В ПОЛНОМ БЕСПОРЯДКЕ. ПРЕМИЯ КАНДИНСКОГО 2007-2012» (Барселона, Санта Моника Артс) — Видеолайтбокс, видео, интерактивная скульптура
  - «РУССКИЙ РЕНЕССАНС» (Вена, Брот Кунстхалле) — Видео
- 2010 год
  - «РУССКИЕ УТОПИИ» (Москва, Гараж) — Инсталляция "Шива" (печать на винил, видео)
  - «АРТ-ПАРИЖ» (Париж, Гран-Пале) — Видеолайтбоксы
- 2009 год
  - «ПРЕМИЯ КАНДИНСКОГО» (Лондон, Louise Blouin Foundation) — Инсталляция «Русский Будда» (скульптуры, видео)
  - «АРТ-ПАРИЖ» (Париж, Гран-Пале) — Видеолайтбоксы
  - «РУССКИЙ ЛЕТТРИЗМ» (Москва, Центральный дом художника) — Постеры
  - «РУССКАЯ ШЕЛКОГРАФИЯ» (галерея Международного университета, Москва) — Видеошелкография «Вечеринка в Кремле»
- 2008 год
  - «ВТОРЖЕНИЕ:ОТТОРЖЕНИЕ» (Москва, Красный Октябрь) — Диптих «Очищение», часть I (печать на пластик, видео)
  - «КРИЗИС БЕЗОБРАЗИЯ» (Москва, галерея «Paperworks») — Диптих «Очищение», часть II (печать на пластик, видео)
  - Арт Москва (Москва, Центральный дом художника) — Серия «Путешествие на Запад» (печать, рисование пальцем и ладонью)
  - «АРТ-ПАРИЖ» (Париж, Гран-Пале) — Видеолайтбоксы и постеры
  - «НЕУДОБНОЕ ИСКУССТВО» (Хельсинки, галерея 00130) — Инсталляция «Вечеринка в Кремле» (печать на пластик, видео)
  - «ВЕЛИКАЯ РЕПРЕССИЯ» (Нью-Йорк, галерея Уайт Бокс) — Видео «Снег»
  - «FAST ART» (Москва, Винзавод) — Графические постеры «Случайности» (печать и цветные маркеры)
- 2007 год
  - «СОЦ-АРТ» (Париж, Мезон Руж) — Видеоработы
  - «THEATRUM MUNDI» (Париж, галерея Анн де Вилльпуа) — Инсталляция «Кавказтранс» (печать на винил, музыка и видеопроекция)
  - «ЗАПРЕТНОЕ ИСКУССТВО-2006» (Москва, Музей имени Сахарова) — Постеры «Слава России!»
  - «СОЦ-АРТ» (Москва, Государственная Третьяковская галерея на Крымском валу) — Постеры «Слава России!»
  - «ВЕРЮ» (Москва, Винзавод) — Инсталляция «Ромашка» (видеопроекция, металл)
- 2006 год
  - АРТ-ФОРУМ (Берлин) — Инсталляция «Кавказтранс» (печать на винил, музыка и видеопроекция)
  - ГОСУДАРСТВЕННАЯ ТРЕТЬЯКОВСКАЯ ГАЛЕРЕЯ (постоянная экспозиция, Москва) — Инсталляция «Муза» (печать на пластик, видеопроекция)
  - Арт Москва (Москва, Центральный дом художника) — Видео «Илья Муромец»
- 2005 год
  - «СООБЩНИКИ» (Москва, Государственная Третьяковская галерея на Крымском валу) — Инсталляция «ПГ-недеяния» (печать на винил, видеопроекция, объекты)
  - «РОССИЯ 2» (Москва, Центральный дом художника) — Интерактивный комикс «Люби, на!» (печать на пластик, видео)
- 2004 год
  - BUBBLE. КОМИКС В СОВРЕМЕННОМ ИСКУССТВЕ (Москва], Галерея Гельмана) — Интерактивный комикс «Есть чо?» (печать на пластик, видео)
- 2002 год
  - МЕЖДУНАРОДНОЕ БИЕННАЛЕ В ЦЕТИНЬЕ (Черногория) — Акция «Лицо мусульманской национальности» и архитектурная инсталляция «Погранзастава»
- 2001 год
  - Арт Москва (Москва, Центральный дом художника) — Инсталляция «Музей ПГ» (объекты, видео, постеры)